# Distretto di Ouled Sidi Brahim
Il distretto di Ouled Sidi Brahim è un distretto della Provincia di M'Sila, in Algeria.

## Comuni
Il distretto di Ouled Sidi Brahim comprende 2 comuni:
- Ouled Sidi Brahim
- Benzouh